# Lorenzo Gemmi
Lorenzo Gemmi (San Severino Marche, 25 agosto 1985) è un pallavolista italiano.
Gioca nel ruolo di schiacciatore.

## Palmares
- Campionato italiano: 1

2005-06